# Бербешу (Долж)
Бербешу (рум. Berbeșu) насеље је у Румунији у округу Долж у општини Арђетоаја. Oпштина се налази на надморској висини од 181 m.

## Становништво
Према подацима из 2002. године у насељу је живело 111 становника, од којих су сви румунске националности.